# ノロ亜科
ノロ亜科（Capreolinae）は、シカ科の下位の亜科。側中手骨が遠位に残る（近位側が消失する）という特徴がある。以前は学名をOdocoileinaeとしてオジロジカ亜科やシロオジカ亜科、アメリカジカ亜科などともされた。

## 分類
- ヘラジカ族 Alceini
  - ヘラジカ属 Alces - ヘラジカ
  - †Cervalces
- ノロジカ族 Capreolini
  - †Procapreolus
  - ノロジカ属 Capreolus - ノロジカ、シベリアノロジカ
  - キバノロ属 Hydropotes - キバノロ
- オジロジカ族 Odocoileini
  - †Pavlodaria
  - トナカイ属 Rangifer - トナカイ
  - オジロジカ属 Odocoileus - オジロジカ、ミュールジカなど
  - アメリカヌマジカ属 Blastocerus - アメリカヌマジカ
  - ゲマルジカ属 Hippocamelus - ゲルマジカなど
  - マザマ属 Mazama - アカマザマなど
  - パンパスジカ属 Ozotoceros - パンパスジカ
  - プーズー属 Pudu - プーズー、オナシプーズー